# Fiódor Kudriaixov
Fiódor Kudriaixov (en rus: Фёдор Васильевич Кудряшов; 5 d'abril de 1987) és un defensa central o esquerra de futbol rus que juga pel FK Rubin Kazan.

## Carrera en equips
Nascut a Irkutsk Oblast, Kudriaixov va jugar pel FK Sibiryak, Bratsk. El 2004, mentre jugava per la selecció siberiana, va cridar l'atenció a Sergei Shavlo, que era un observador de l'Spartak Moscou en aquell temps. Després de jugar per la reserva de l'Spartak, va debutar en un partit de la temporada 2006. En la següent temporada, Kudriaixov va esdevenir titular del primer equip de forma inesperada després de la cessió de Clemente Rodríguez.
El 2008 Kudriaixov va jugar pel FK Khimki cedit des del juliol fins al desembre. L'agost de 2010 va ser cedit al FK Tom Tomsk. També va ser cedit al FK Krasnodar pel FK Spartak Moscou.
L'1 de febrer de 2012 va fallar un penal en la tanda de penals contra l'equip noruec Rosenborg BK, i la tanda de penals va acabar 10-9 amb un derrota pel FK Spartak Moscou. Aquest va ser el segon partit del torneig amistós Copa del Sol.

## Carrera internacional
Va ser convocat per la selecció professional russa l'agost de 2016 per partits contra Turquia i Ghana. Va debutar contra Turquia el 31 d'agost de 2016.
L'11 de maig de 2018 va ser inclòs a l'equip ampliat de la selecció russa per la Copa del Món de Futbol de 2018. El 3 de juny de 2018 va ser inclòs a l'equip definitiu.

## Estadístiques de la carrera

### Equip
Actualitzat el 13 de maig de 2018.
| Equip               | Temporada             | Lliga                 | Lliga   | Lliga | Copa    | Copa | Continental | Continental | Total   | Total |
| Equip               | Temporada             | Divisió               | Partits | Gols  | Partits | Gols | Partits     | Gols        | Partits | Gols  |
| ------------------- | --------------------- | --------------------- | ------- | ----- | ------- | ---- | ----------- | ----------- | ------- | ----- |
| FK Sibiryak Bratsk  | 2003                  | PFL                   | 3       | 0     | 0       | 0    | –           | –           | 3       | 0     |
| FK Sibiryak Bratsk  | 2004                  | PFL                   | 14      | 1     | 1       | 0    | –           | –           | 15      | 1     |
| FK Sibiryak Bratsk  | Total                 | Total                 | 17      | 1     | 1       | 0    | 0           | 0           | 18      | 1     |
| FK Spartak Moscou   | 2005                  | Primera divisió russa | 0       | 0     | 1       | 0    | –           | –           | 1       | 0     |
| FK Spartak Moscou   | 2006                  | Primera divisió russa | 1       | 0     | 0       | 0    | 0           | 0           | 1       | 0     |
| FK Spartak Moscou   | 2007                  | Primera divisió russa | 7       | 0     | 2       | 0    | 2           | 0           | 11      | 0     |
| FK Spartak Moscou   | 2008                  | Primera divisió russa | 1       | 0     | 0       | 0    | 2           | 0           | 3       | 0     |
| FK Khimki           | 2008                  | Primera divisió russa | 16      | 0     | 1       | 0    | –           | –           | 17      | 0     |
| FK Spartak Moscou   | 2009                  | Primera divisió russa | 7       | 0     | 0       | 0    | –           | –           | 7       | 0     |
| FK Spartak Moscou   | 2010                  | Primera divisió russa | 9       | 0     | 0       | 0    | –           | –           | 9       | 0     |
| FK Tom Tomsk        | 2010                  | Primera divisió russa | 10      | 0     | 0       | 0    | –           | –           | 10      | 0     |
| FK Spartak Moscou   | 2011–12               | Primera divisió russa | 11      | 0     | 3       | 0    | 0           | 0           | 14      | 0     |
| FK Spartak Moscou   | Total (tres períodes) | Total (tres períodes) | 36      | 0     | 6       | 0    | 4           | 0           | 46      | 0     |
| FK Krasnodar        | 2011–12               | Primera divisió russa | 9       | 0     | 0       | 0    | –           | –           | 9       | 0     |
| FK Terek Grozny     | 2012–13               | Primera divisió russa | 15      | 0     | 2       | 0    | –           | –           | 17      | 0     |
| FK Terek Grozny     | 2013–14               | Primera divisió russa | 15      | 0     | 2       | 0    | –           | –           | 17      | 0     |
| FK Terek Grozny     | 2014–15               | Primera divisió russa | 27      | 0     | 0       | 0    | –           | –           | 27      | 0     |
| FK Terek Grozny     | 2015–16               | Primera divisió russa | 13      | 0     | 2       | 0    | –           | –           | 15      | 0     |
| FK Terek Grozny     | Total                 | Total                 | 70      | 0     | 6       | 0    | 0           | 0           | 76      | 0     |
| FK Rostov           | 2015–16               | Primera divisió russa | 11      | 1     | –       | –    | –           | –           | 11      | 1     |
| FK Rostov           | 2016–17               | Primera divisió russa | 24      | 0     | 0       | 0    | 12          | 0           | 36      | 0     |
| FK Rostov           | Total                 | Total                 | 35      | 1     | 0       | 0    | 12          | 0           | 47      | 1     |
| FK Rubin Kazan      | 2017–18               | Primera divisió russa | 26      | 0     | 2       | 0    | –           | –           | 28      | 0     |
| Total de la carrera | Total de la carrera   | Total de la carrera   | 219     | 2     | 16      | 0    | 16          | 0           | 251     | 2     |

### Internacional
Actualitzat l'1 de juliol de 2018.
| Rússia | Rússia  | Rússia |
| Any    | Partits | Gols   |
| ------ | ------- | ------ |
| 2016   | 4       | 0      |
| 2017   | 11      | 0      |
| 2018   | 7       | 0      |
| Total  | 22      | 0      |